# آندره کارپاتی
آندری کارپاتی (به انگلیسی: Andrej Karpathy)(زاده ۲۳ اکتبر ۱۹۸۶) دانشمند رایانه اسلواک-کانادایی است که به‌عنوان مدیر هوش مصنوعی و بخش بینایی اتوپایلوت در تسلا فعالیت کرد. او یکی از بنیان‌گذاران اوپن‌ای‌آی بود و قبلاً نیز در آن‌جا کار می‌کرد، و در زمینه یادگیری عمیق و بینایی رایانه‌ای تخصص داشت.

## تحصیلات و زندگی اولیه
کارپاتی در براتیسلاوا، چکسلواکی (اکنون اسلواکی) متولد شد و در ۱۵ سالگی همراه خانواده‌اش به تورنتو مهاجرت کرد. او در سال ۲۰۰۹ دوره کارشناسی علوم رایانه و فیزیک را در دانشگاه تورنتو به پایان رساند، و در سال ۲۰۱۱ مدرک کارشناسی ارشد خود را در دانشگاه بریتیش کلمبیا دریافت کرد، و در آنجا تحت راهنمایی میخیل فن دو پانّه روی پیکره‌های شبیه‌سازی‌شده فیزیکی (برای مثال، دونده شبیه‌سازی‌شده یا یک انسان شبیه‌سازی‌شده در یک جمعیت) کار می‌کرد.
کارپاتی در سال ۲۰۱۵ دکترای خود را از دانشگاه استنفورد زیر نظر لی فی-فی دریافت کرد. تمرکز پژوهش او بر تلاقی پردازش زبان‌های طبیعی و بینایی رایانه‌ای و همچنین مدل‌های یادگیری عمیقی بود که برای این حوزه مناسب‌اند.

## حرفه و پژوهش
او نویسنده و مدرس اصلی نخستین دوره یادگیری عمیق در دانشگاه استنفورد با عنوان «CS 231n: شبکه‌های عصبی پیچشی برای شناسایی بصری» بود. این درس به یکی از بزرگ‌ترین کلاس‌های استنفورد تبدیل شد و از ۱۵۰ دانشجو در سال ۲۰۱۵ به ۷۵۰ دانشجو در سال ۲۰۱۷ رسید.
کارپاتی یکی از اعضای بنیان‌گذار گروه پژوهش هوش مصنوعی اوپن‌ای‌آی است، و از سال ۲۰۱۵ تا ۲۰۱۷ پژوهشگر این مجموعه بود. در ژوئن ۲۰۱۷ او مدیر هوش مصنوعی تسلا شد و مستقیماً به ایلان ماسک گزارش می‌داد. او در سال ۲۰۲۰ به‌عنوان یکی از افراد برگزیده نوآوران زیر ۳۵ سال ام‌آی‌تی تکنالجی ریویو معرفی شد. پس از یک مرخصی چندماهه از تسلا، در ژوئیه ۲۰۲۲ اعلام کرد که این شرکت را ترک می‌کند. از فوریه ۲۰۲۳، او در یوتیوب ویدیوهایی درباره نحوه ساخت شبکه عصبی مصنوعی منتشر می‌کند.
در ۹ فوریه ۲۰۲۳ گزارش شد که کارپاتی اعلام کرده دوباره به اوپن‌ای‌آی بازمی‌گردد.
یک سال بعد، در ۱۳ فوریه ۲۰۲۴، سخنگوی اوپن‌ای‌آی تأیید کرد که کارپاتی این مجموعه را ترک کرده است.
در ۱۶ ژوئیه ۲۰۲۴ کارپاتی در حساب کاربری‌اش در ایکس (توئیتر پیشین) اعلام کرد که شرکت تازه‌ای در حوزه هوش مصنوعی و آموزش به‌نام یورِکا لبز راه‌اندازی کرده است. به‌گفته یورکا لبز، اولین محصول آن‌ها دوره‌ای در زمینه هوش مصنوعی با نام LLM101n خواهد بود.

## پیوندهای بیرونی
- وبگاه رسمی یورکا لبز
- حساب کاربری رسمی یورکا لبز در گیت‌هاب
- حساب رسمی یورکا لبز در دیسکورد
- آندره کارپاتی در توییتر
- آندره کارپاتی در گیت‌هاب
- آندره کارپاتی در یوتیوب